# Smírčí kříž (Topol)
Pískovcový smírčí kříž z roku 1655 se nalézá u silnice naproti domu čp. 65 ve vesnici Topol, místní části okresního města Chrudim. Smírčí kříž je od 5. ledna 2007 chráněn jako nemovitá kulturní památka ČR.

## Historie
Vznik smírčího kříže v Topole se váže k v archivních materiálech k doložitelné tragické události z roku 1655, kdy byl zde vidlemi proboden sedlák. Smírčí kříž byl v minulosti třikrát přemístěn z důvodu rozšiřování silnice. Smírčí kříž v Topole je jedním z pětí dochovaných smírčích křížů v okrese Chrudim.

## Popis
Trojramenný smírčí kříž se zaoblenými rameny je zapuštěn v zemi. Na přední straně kříže jsou nezřetelné svislé rýhy, stejně tak i na zadní straně. Pravděpodobně se jednalo o stylizované zobrazení vidlí.

## Galerie

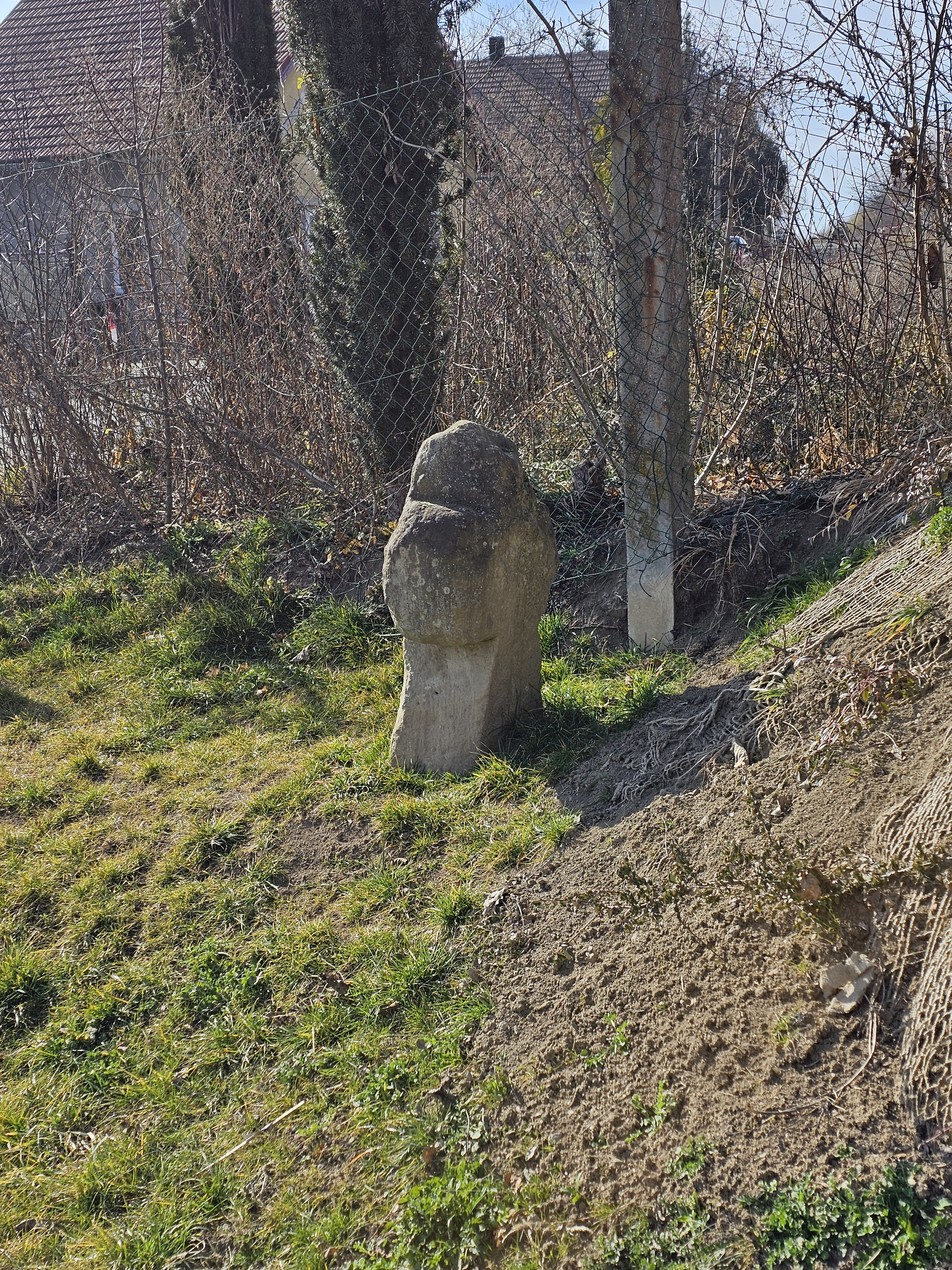
smírčí kříž v Topole - zadní strana